# Norilskita
La norilskita és un mineral de la classe dels elements natius. Rep el nom de Norilsk, a Rússia, on es troba la seva localitat tipus.

## Característiques
La norilskita és un aliatge de fórmula química (Pd,Ag)2xPb (x = 0.08 - 0.11). Va ser aprovada com a espècie vàlida per l'Associació Mineralògica Internacional l'any 2015, i la primera publicació data del 2017. Cristal·litza en el sistema trigonal, en el tipus estructural Ni13Ga₃Ge₆, relacionat amb l'estructura de la niquelina. Químicament és propera a la plumbopal·ladinita, la plumbopolarita i la zvyagintsevita.

## Formació i jaciments
Va ser descoberta a la mina Mayak, situada dins el dipòsit de coure de Talnakh, a Norilsk (Taimíria, Rússia). També ha estat descrita a la propera mina Komsomol'skii, així com en altres indrets del mateix dipòsit. Aquests són els únics indrets a tot el planeta on ha estat descrita aquesta espècie mineral.